# Appellplatz

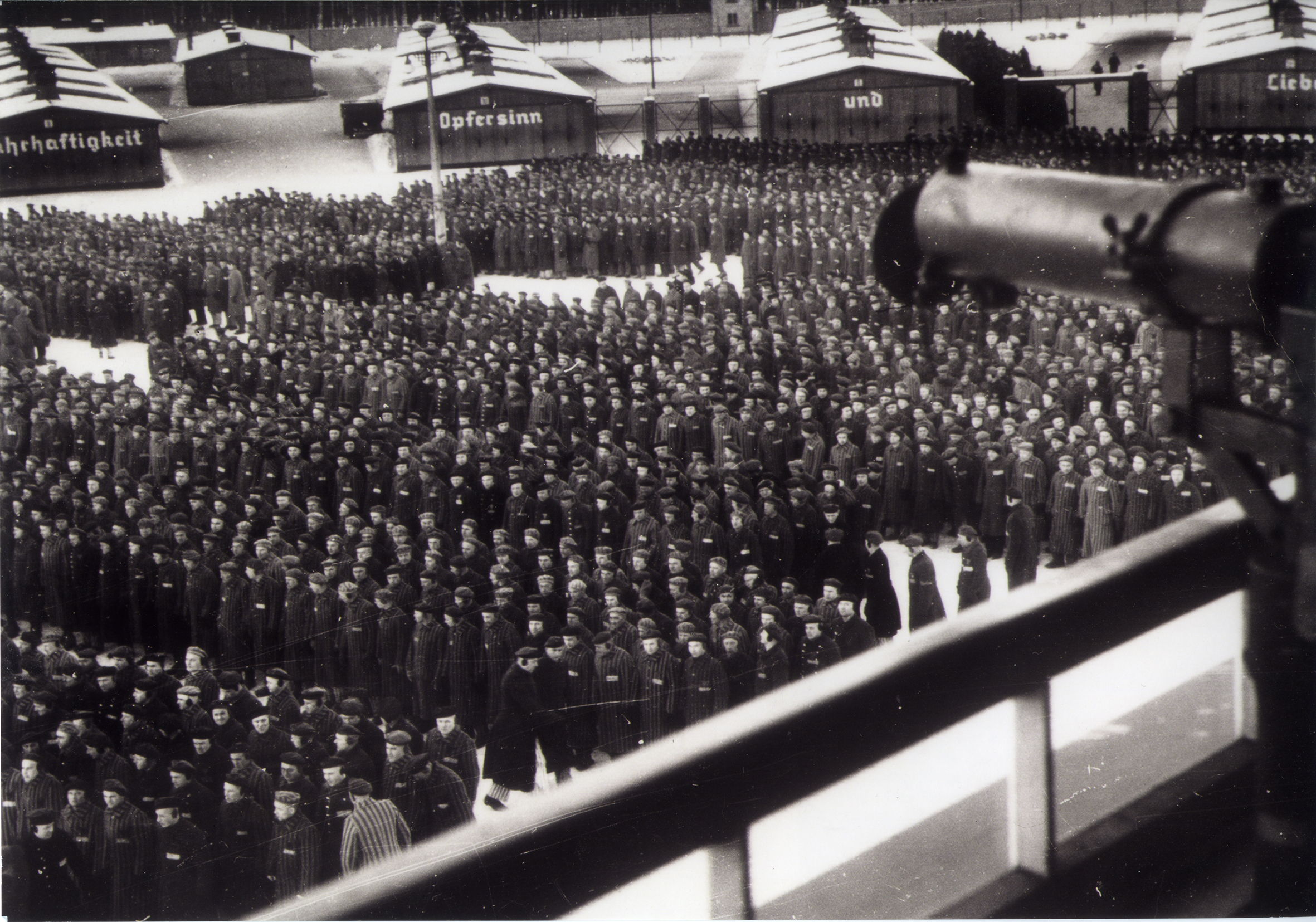
Recompte de presoners a Sachsenhausen

L'Appellplatz dels camps de concentració era la gran plaça central en la qual al matí i a la tarda es duia a terme el recompte (Appell) dels presoners. Cada matí els kapos duien a terme el primer recompte per a posteriorment dirigir els comandos als seus respectius llocs de treball.
Els presoners de molts comandos tornaven al camp l'hora de dinar. Si en alguna inspecció s'havia considerat que algun jaç no estava en l'ordre esperat, el presoner perdia el dret a menjar i havia de dedicar-se a esmenar el «desordre». Després de menjar, els presoners havien de netejar el barracó i, en alguns camps, en acabar tenien un altre recompte breu.
El recompte de la tarda solia allargar-se fins que tots els presoners de tots els comandos de treball haguessin tornat. Depenent de la quantitat de presoners que hi hagués al camp podia rondar l'hora de durada. En cas de complicacions (intent de fugida, etc) el recompte podia allargar-se hores i hores. Després del recompte de la tarda es distribuïa el sopar. Les grans cassoles de sopa a les quals els presoners havien d'acostar el plat fins al punt de repartiment pesaven de 65 a 70 Kg.
A l'hivern, a causa de les baixes temperatures, els exercicis gimnàstics que amb freqüència eren obligats a fer els presoners resultaven una mica més suportables per aconseguir escalfar el cos.

## El càstig de romandre drets

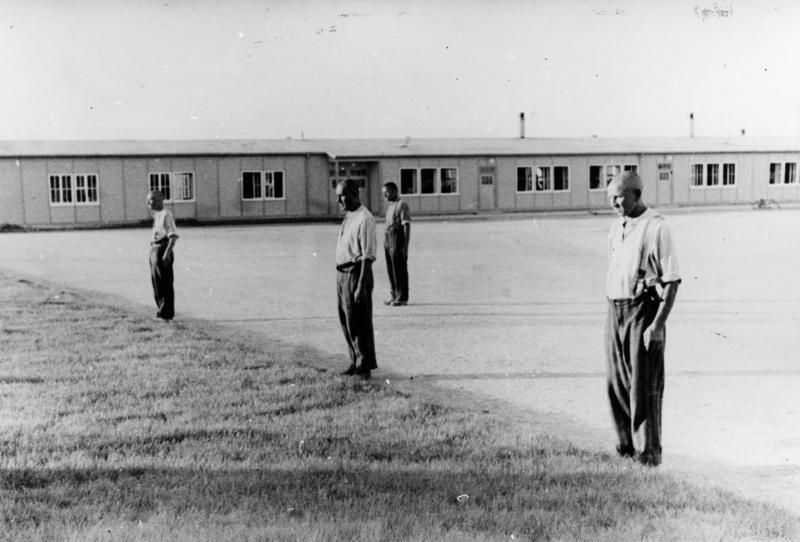
Presoners castigats a romandre drets a lAppellplatz

Si un presoner faltava al recompte o havia aconseguit escapar, la resta de presoners eren castigats a romandre en formació i dempeus. El presoner Louis Übrig va aconseguir escapar de Dachau el 1939. Per aquest motiu, els presoners van sofrir el càstig de passar drets i al ras tota una gèlida nit, tortura que va costar diverses vides.

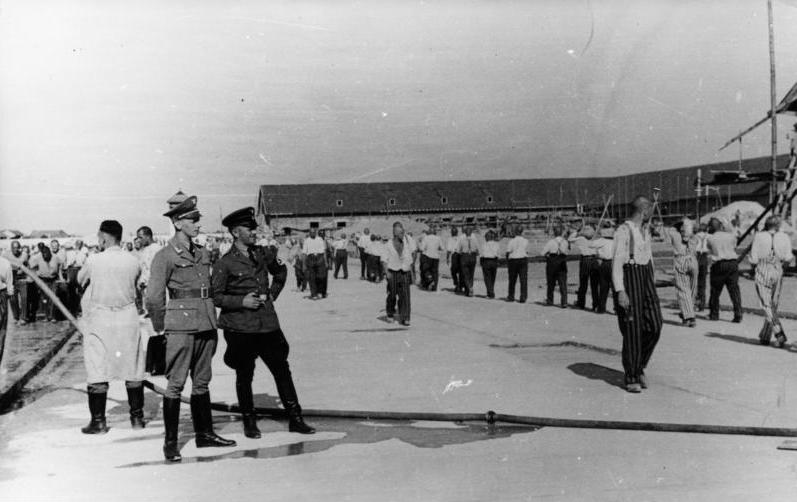
Presoners i SS en lAppellplatz de Dachau

Aquests càstigs col·lectius a causa del «mal comportament» de presos concrets servien per reforçar el control que els uns exercien sobre els altres. Gràcies a això i a l'ús de presoners funcionaris, les SS necessitaven una quantitat relativament petita dels seus membres per administrar i controlar eficaçment un camp de concentració.
El càstig de romandre drets era extremadament dur per als presos més febles, per exemple els anomenats muselmann. Els SS utilitzaven aquest càstig també per a les seleccions dels incapaços de treballar.

## Seleccions i execucions
La selecció dels presoners no aptes per al treball (amb l'objectiu d'enviar-los a ser executats) es realitzava principalment a l'Appellplatz. A Dachau aquesta selecció la feien els metges del camp i el kapo Heiden. Per intensificar el control sobre els presoners van tenir lloc moltes execucions en les Appellplatz.